# Багаутдинов, Минзагит Зыйфетдинович
Минзагит Зыйфетдинович Багаутди́нов (10 декабря 1951, Альметьевск, Татарская АССР — 13 февраля 2017) — советский самбист, двукратный чемпион СССР, чемпион Европы, многократный обладатель Кубка СССР, мастер спорта СССР международного класса (1974 год).

## Биография
Представлял спортивные клубы Буревестник (Челябинск) и «Труд» (Альметьевск). Выступал в наилегчайшей весовой категории до 48 кг. Выпускник Челябинского института физической культуры. Работал тренером в детско-юношеской спортивной школе Альметьевска. Отличник физической культуры Республики Татарстан.
В Альметьевске проводится турнир по самбо среди юношей на призы «АПМК-билдинг», посвящённый памяти Багаутдинова.

## Спортивные результаты
- Чемпионат СССР по самбо 1974 года — ;
- Кубок СССР по самбо 1975 года — ;
- Кубок СССР по самбо 1977 года — ;
- Кубок СССР по самбо 1979 года — ;
- Чемпионат СССР по самбо 1979 года — .